# Artak Aleksanian
Artak Aleksanian (orm. Արտակ Ալեքսանյան; ur. 10 marca 1991 w Erywaniu) – ormiański piłkarz, grający jako pomocnik.

## Kariera piłkarska
Jako chłopiec zaczął trenować w wieku 9 lat w szkółce Spartaka, gdy jego rodzina przeprowadziła się z Armenii do Moskwy.
W 2009 roku podpisał pierwszy profesjonalny kontrakt z armeńskim Pjunikiem Erywań. W barwach tego klubu wystąpił nawet w rozgrywkach Ligi Mistrzów UEFA. Zimą 2009/10 przeszedł do Urału Jekaterynburg grającego wówczas w rosyjskiej Pierwszej Dywizji. W Jekaterynburgu był głównie rezerwowym, dlatego na początku 2011 roku wrócił do Pjunika.
W lutym 2011 zadebiutował w seniorskiej reprezentacji Armenii, w meczu przeciw reprezentacji Gruzji.
Latem 2011 został zawodnikiem FK Chimki i występował w tym klubie przez następne dwa lata, potem został zawodnikiem królewieckiego klubu Bałtika.
W sezonie 2014/15 był zawodnikiem Ulisa Erywań, z którego przeszedł do Torpedo Armawir.
W 2016 był zawodnikiem armeńskiego Gandzasaru, jednak nie wystąpił w żadnym ligowym meczu tej drużyny, dlatego w 2017 przeszedł do nowo powstałego Araratu Moskwa.